# Zeid Ra'ad Al Hussein
Zeid bin Ra’ad Zeid al-Hussein (en árabe: زيد ابن رعد حسین‎; Amán, 26 de enero de 1964) es un diplomático jordano, que se desempeñó como Alto Comisionado de las Naciones Unidas para los Derechos Humanos entre 2014 y 2018.
Fue Representante Permanente de Jordania ante la Organización de las Naciones Unidas desde 2000 hasta 2007, cuando fue nombrado embajador de Jordania en los Estados Unidos. Fue renombrado como representante Permanente en 2010 y se desempeñó hasta 2014, renunciando poco antes de su elección como Alto Comisionado.

## Biografía

### Primeros años y educación
Perteneciente a la Casa Hachemita, es hijo de Ra'ad bin Zeid, pretendiente al trono de Irak y Siria, Señor Chambelán de Jordania, y de su esposa sueca, Margaretha Inga Elisabeth Lind, conocida después de su matrimonio como Majda Ra'ad
Asistió a la escuela Reed en Surrey (Reino Unido), y luego a la Universidad Johns Hopkins en los Estados Unidos, graduándose en 1987. En 1993 obtuvo un doctorado en el Christ's College de la Universidad de Cambridge.
En 1989 sirvió en el ejército jordano y hasta 1994 en la policía beduina.

### Carrera
Entre febrero de 1994 y febrero de 1996 fue oficial de asuntos políticos en la Fuerza de Protección de las Naciones Unidas (UNPROFOR), en la ex Yugoslavia.
Fue Representante Permanente Adjunto de Jordania ante las Naciones Unidas desde 1996 hasta agosto de 2000, cuando fue nombrado Representante Permanente. En 2006, fue nominado por Jordania como candidato a Secretario General de las Naciones Unidas, resultado electo Ban Ki-moon.
Mientras estuvo en la ONU, fue elegido en septiembre de 2002, primer presidente de la Asamblea de los Estados Partes en el Estatuto de Roma. Presidió también el Comité Consultivo del Fondo de Desarrollo de las Naciones Unidas para la Mujer (UNIFEM) desde 2004 hasta 2007 y, en 2004, fue nombrado asesor del secretario general sobre explotación sexual y abuso sexual en las fuerzas de paz de Naciones Unidas. Durante su mandato de dos años, emitió un informe sobre la eliminación de los abusos en todas las operaciones de mantenimiento de la paz, que se conoció como el Informe Zeid.
En 2004, fue nombrado por el gobierno jordano como representante de su país, y jefe de la delegación, ante la Corte Internacional de Justicia en el asunto relacionado con el muro de Cisjordania, construido por Israel. También representó a Jordania ante la Corte Internacional de Justicia en diciembre de 2009 en los procedimientos consultivos relacionados con la declaración de independencia de Kosovo.
En su período como embajador en Estados Unidos (2007-2010) fue, además, embajador concurrente en México y Cuba. En el cargo, también representó a Jordania en la primera cumbre de seguridad nuclear, realizada en Washington D. C. en abril de 2010.
Fue miembro del Consejo Asesor del Banco Mundial para la redacción del «Informe sobre el Desarrollo Mundial 2011» y del Consejo Asesor Internacional del Instituto Auschwitz para la Paz y la Reconciliación.
En enero de 2014, fue Presidente del Consejo de Seguridad de las Naciones Unidas.

#### Alto Comisionado para los Derechos Humanos
El 6 de junio de 2014, el Secretario General de la ONU, Ban Ki-moon, propuso que Zeid Ra'ad Al Hussein reemplace a la sudafricana Navanethem Pillay a cargo de la oficina del alto comisionado de las Naciones Unidas para los derechos humanos (ACNUDH) con base en Ginebra. La nominación, que posteriormente fue aprobada por los 193 Estados miembros de la ONU en la Asamblea General, lo convirtió en el primer asiático, musulmán y árabe en el cargo.
Durante su desempeño del cargo se centró en la Franja de Gaza, Ucrania y Venezuela.
Expresó que el gobierno de Estados Unidos tenía la obligación, en virtud del derecho internacional, de enjuiciar a todos los responsables de los casos de tortura de la CIA, desde aquellos que llevaban a cabo interrogatorios hasta los altos mandos que daban las órdenes.
El 17 de abril de 2015, colocó al director de operaciones sobre el terreno de ACNUDH, Anders Kompass, bajo licencia administrativa después de que Kompass proporcionara a las autoridades francesas un informe interno de la ONU que detallaba los casos de abuso sexual de niños por tropas francesas de mantenimiento de la paz en la República Centroafricana. La decisión fue revocada el 5 de mayo de 2015 por el Tribunal Contencioso-Administrativo de las Naciones Unidas.
En septiembre de 2015, Zeid criticó la intervención liderada por Arabia Saudita en Yemen. Su informe implicaba que la coalición militar liderada por Arabia Saudita podría ser culpable de crímenes de guerra.
Aunque critica abiertamente a Donald Trump (y a los "populismos"), Zeid Ra’ad Al Hussein tiene reflejos muy similares a los del Departamento de Estado de los Estados Unidos cuando se trata de América Latina. En particular, se posiciona como opositor al gobierno venezolano y, por el contrario, como partidario del gobierno colombiano.
En septiembre de 2018 fue sustituido en el cargo por la expresidenta chilena, Michelle Bachelet.